# Lista primarilor din Baia Mare
Aceasta este lista primarilor din Baia Mare:
| Nr. crt. | Primar                          | An naștere/ deces | Ocupație                                | Mandat      | De la             | Până la           | Partid                                                         | Observații | Stat                                                        | Fotografie |
| -------- | ------------------------------- | ----------------- | --------------------------------------- | ----------- | ----------------- | ----------------- | -------------------------------------------------------------- | --- | ----------------------------------------------------------- | ---------- |
| 1        | Fésüs Menyhért                  | 1802-1874         | Medic                                   |             | 1848              | 1874              |                                                                | | Imperiul Austriac, Austro-Ungaria                           |            |
| 2        | László Gellért                  | ? -1888           |                                         |             | 1874              | 1887              |                                                                | | Austro-Ungaria                                              |            |
| 3        | Oliver Thurman                  | 1841-1899         |                                         |             | 1887              | 1899              |                                                                | | Austro-Ungaria                                              |            |
| 4        | Endre Gellért                   | 1855-1921         |                                         |             | 1899              | 1907              |                                                                | | Austro-Ungaria                                              |            |
| 5        | Mihály Makray                   | 1869-1955         | Avocat                                  |             | 1907              | 1918              |                                                                | | Austro-Ungaria                                              |            |
| 6        | Gábor Ajtai NagyObs.)           | 1878-1942         | Notar, avocat                           |             | decembrie 1918    | aprilie 1919      |                                                                | Viceprimar cu atribuții de primar | Republica Ungară[Notă 1], Regatul României[Notă 1]          |            |
| 7        | Victor Man                      | 1887-1947         | Notar                                   |             | mai 1919          | august 1919       |                                                                | | Regatul României[Notă 1]                                    |            |
| 8        | Gheorghe Popovici               | 1882-1922         | Avocat                                  |             | august 1919       | februarie 1922    |                                                                | | Regatul României[Notă 1]                                    |            |
| 9        | Camil Pop                       | 1891- ?           | Avocat                                  |             | februarie 1922    | decembrie 1925    |                                                                | | Regatul României                                            |            |
| 10       | Iuliu Filep                     | 1876-1927         | Contabil, funcționar                    |             | ianuarie 1926     | august 1926       |                                                                | | Regatul României                                            |            |
| 11       | Anton Turcu                     | 1891- ?           | Avocat                                  |             | august 1926       | septembrie 1927   |                                                                | | Regatul României                                            |            |
| 12       | Alexiu Pokol                    | 1872-1935         | Învățător, proprietar de mine           |             | septembrie 1927   | decembrie 1929    | PNL                                                            | | Regatul României                                            |            |
| 13       | Victor Pop de Băsești           | 1874-1930/1931    | Avocat                                  |             | ianuarie 1929     | decembrie 1929    | PNȚ                                                            | | Regatul României                                            |            |
| 14       | Alexandru Breban                | 1876-1944         | Preot protopop                          |             | ianuarie 1930     | februarie 1931    | PNȚ                                                            | | Regatul României                                            |            |
| 15       | Ioan Corneliu Bohățiel          | 1902-1946         | Avocat                                  |             | februarie 1931    | septembrie 1933   |                                                                | | Regatul României                                            |            |
| 16       | Alexandru Manu                  | 1881-1948         | Învățător                               |             | septembrie 1933   | noiembrie 1933    |                                                                | | Regatul României                                            |            |
| 17       | Augustin Dragoș                 | 1872-1948         | Mare proprietar                         |             | noiembrie 1933    | iunie 1934        | PNL                                                            | | Regatul României                                            |            |
| 18       | Alexandru Iancu                 | 1874-1963         | Inginer                                 |             | iunie 1934        | aprilie 1935      | Independent                                                    | | Regatul României                                            |            |
| 19       | Aurel Nistor                    | 1873-1946         | Avocat                                  |             | mai 1935          | noiembrie 1936    | PNL                                                            | | Regatul României                                            |            |
| 20       | Romul Ciontea                   | 1898-1944         | Preot                                   |             | noiembrie 1936    | ianuarie 1938     | PNL                                                            | | Regatul României                                            |            |
| 21       | Zeno BarbulObs.)                | ? - ?             |                                         |             | ianuarie 1938     | februarie 1938    |                                                                | A delegat ajutorului de primar atribuțiile de primar | Regatul României                                            |            |
| 22       | Gheorghe Nițescu                | 1885- ?           | Militar (locotenent-colonel în rezervă) |             | februarie 1938    | ianuarie 1939     |                                                                | | Regatul României                                            |            |
| 23       | Vasile NagyObs.)                | ? - ?             |                                         |             | ianuarie 1939     | 15 iulie 1939     |                                                                | Ajutor de primar cu atribuții de primar | Regatul României                                            |            |
| 24       | Alexandru Rákóczi-Filip[Notă 2] | 1886- ?           | Avocat                                  |             | 15 iulie 1939     | septembrie 1940   | FRN                                                            | | Regatul României                                            |            |
| 25       | Gábor Ajtai Nagy                | 1878-1942         | Avocat                                  |             | septembrie 1940   | 1941              |                                                                | | Regatul Ungariei                                            |            |
| 26       | László Stoll                    | ? - ?             |                                         |             | 1941              | 1941              |                                                                | | Regatul Ungariei                                            |            |
| 27       | Miklós Szabó                    | ? - ?             |                                         |             | 1942              | 1942              |                                                                | | Regatul Ungariei                                            |            |
| 28       | Károly Tamássy                  | ? - ?             |                                         |             | 1943              | 1944              |                                                                | | Regatul Ungariei                                            |            |
| 29       | István RoznerObs.)              | ? - ?             | Funcționar                              |             | 1944              | 1944              |                                                                | Viceprimar cu atribuții de primar, Ocupație militară germană (martie-octombrie 1944) | Regatul Ungariei                                            |            |
| 30       | Andor CziszmandiaObs.)          | ? - ?             |                                         |             | 17 octombrie 1944 | 20 februarie 1945 |                                                                | Ocupație militară germană (martie-octombrie 1944), Ocupație militară sovietică/Administrație militară sovietică (noiembrie 1944-martie 1945)[Notă 3][Notă 4] Comandant Mihail Nezandînov | Regatul Ungariei[Notă 3], Regatul României[Notă 3][Notă 4]  |            |
| 31       | Alexandru OrosObs.)             | 1905-1974         | Funcționar                              |             | 20 februarie 1945 | aprilie 1949      | PMR[Notă 5][Notă 6]                                            | Ocupație militară sovietică/Administrație militară sovietică (noiembrie 1944-martie 1945)[Notă 3][Notă 4] Comandant Mihail Nezandînov                                                    | Regatul României[Notă 3][Notă 4], Republica Populară Română |            |
| 31       | Eugen PitukObs.)                | 1922- ?           | Strungar, șofer                         |             | aprilie 1949      | decembrie 1950    | PMR[Notă 6]                                                    | Președintele Comitetului Provizoriu[Notă 7] | Republica Populară Română                                   |            |
| 32       | Carol Ludovic CzetteleObs.)     | 1908- ?           | Tipograf                                |             | decembrie 1950    | ianuarie 1954     | PMR[Notă 6]                                                    | Președintele Comitetului Executiv[Notă 8] | Republica Populară Română                                   |            |
| 33       | Vasile LeșObs.)                 | ? - ?             |                                         |             | ianuarie 1954     | martie 1956       | PMR[Notă 6]                                                    | Președintele Comitetului Executiv[Notă 8] | Republica Populară Romînă[Notă 9]                           |            |
| 34       | Iuliu VladObs.)                 | 1922- ?           | Impiegat de mișcare CFR                 |             | martie 1956       | martie 1958       | PMR[Notă 6]                                                    | Președintele Comitetului Executiv[Notă 8] | Republica Populară Romînă[Notă 9]                           |            |
| 35       | Vasile ȘutaObs.)                | ? - ?             |                                         |             | martie 1958       | noiembrie 1963    | PMR[Notă 6]                                                    | Președintele Comitetului Executiv[Notă 8] | Republica Populară Romînă[Notă 9]                           |            |
| 36       | Alexandru CrișanObs.)           | 1929- ?           | Inginer                                 |             | noiembrie 1963    | martie 1965       | PMR[Notă 6]                                                    | Președintele Comitetului Executiv[Notă 8] | Republica Populară Romînă[Notă 9]                           |            |
| 37       | Ludovic PopObs.)                | ? - ?             |                                         |             | martie 1965       | februarie 1968    | PMR[Notă 6]/ PCR                                               | Președintele Comitetului Executiv[Notă 8] | Republica Populară Română/Republica Socialistă România      |            |
| 38       | Ioan VijdelucObs.)              | 1930-2006         | Inginer                                 |             | februarie 1968    | iulie 1971        | PCR                                                            | Președintele Comitetului Executiv[Notă 10] | Republica Socialistă România                                |            |
| 39       | Vasile DancoșObs.)              | 1933-2004         | Tehnician minier                        |             | iulie 1971        | octombrie 1974    | PCR                                                            | Președintele Comitetului Executiv[Notă 10] | Republica Socialistă România                                |            |
| 40       | Traian DarolțiObs.)             | 1933-1998         | Tehnician mecanic                       |             | octombrie 1974    | octombrie 1979    | PCR                                                            | Președintele Comitetului Executiv[Notă 10] | Republica Socialistă România                                |            |
| 41       | Dumitru BălanObs.)              | ? - ?             |                                         |             | octombrie 1979    | martie 1982       | PCR                                                            | Președintele Comitetului Executiv[Notă 10] | Republica Socialistă România                                |            |
| 42       | Isăilă PopObs.)                 | 1932- ?           | Economist                               |             | martie 1982       | noiembrie 1984    | PCR                                                            | Președintele Comitetului Executiv[Notă 10] | Republica Socialistă România                                |            |
| 43       | Mihai NiculițăObs.)             | 1937- ?           | Maistru minier, economist               |             | noiembrie 1984    | martie 1987       | PCR                                                            | Președintele Comitetului Executiv[Notă 10] | Republica Socialistă România                                |            |
| 44       | Gheorghe RomanObs.)             | 1935- ?           | Tehnician silvic                        |             | martie 1987       | decembrie 1989    | PCR                                                            | Președintele Comitetului Executiv[Notă 10] | Republica Socialistă România                                |            |
| 45       | Ștefan FilimonObs.)             | ? - ?             | Inginer                                 |             | decembrie 1989    | februarie 1990    | FSN[Notă 11]                                                   | Președintele Biroului Executiv[Notă 11] | România                                                     |            |
| 46       | Ioan Andone                     | 1939-2021         | Economist                               |             | februarie 1990    | septembrie 1991   |                                                                | | România                                                     |            |
| 47       | Vasile Giurgi                   | ? - ?             | Inginer                                 |             | septembrie 1991   | februarie 1992    |                                                                | | România                                                     |            |
| 48       | Gheorghe BrânzeiObs.)           | 1951 -            | Economist                               |             | februarie 1992    | septembrie 1992   | PUNR                                                           | Primul primar ales prin vot direct[Notă 12] Mandat încheiat înainte de termen[Notă 13]                                                                                                   | România                                                     |            |
| 49       | Petru CupșaObs.)[Notă 22]       | ? - ?             |                                         |             | septembrie 1992   | mai 1993          | PNȚCD                                                          | Viceprimar cu atribuții de primar/ Primar interimar | România                                                     |            |
| 50       | Cristian AnghelObs.)            | 1950 -            | Inginer                                 | Primul      | mai 1993          | 1996              | Independent (susținut de PNL-AT)                               | Alegeri parțiale[Notă 14] | România                                                     |            |
| 51       | Cristian Anghel                 | 1950 -            | Inginer                                 | Al doilea   | 1996              | 2000              | PNL (susținut de CDR)                                          | | România                                                     |            |
| 52       | Cristian Anghel                 | 1950 -            | Inginer                                 | Al treilea  | 2000              | 2004              | PNL                                                            | | România                                                     |            |
| 53       | Cristian Anghel                 | 1950 -            | Inginer                                 | Al patrulea | 2004              | 2008              | PNL (susținut de Alianța DA)                                   | | România                                                     |            |
| 54       | Cristian AnghelObs.)            | 1950 -            | Inginer                                 | Al cincelea | 2008              | martie 2010       | PNL                                                            | Mandat încheiat înainte de termen[Notă 15] | România                                                     |            |
| 55       | Mircea DolhaObs.)               | 1969 -            | Jurist                                  |             | 25 martie 2010    | 12 mai 2010       | PSD                                                            | Viceprimar cu atribuții de primar/ Primar interimar | România                                                     |            |
| 56       | István LudescherObs.)           | 1941 -            | Inginer                                 |             | 12 mai 2010       | mai 2011          | UDMR                                                           | Viceprimar cu atribuții de primar/ Primar interimar | România                                                     |            |
| 57       | Cătălin CherecheșObs.)          | 1978 -            | Economist                               |             | mai 2011          | 2012              | PNL (susținut deUSL)                                           | Alegeri parțiale[Notă 16] | România                                                     |            |
| 58       | Cătălin CherecheșObs.)          | 1978 -            | Economist                               |             | 2012              | 2016              | PNL (susținut deUSL, UDMR, FDGR, PNȚCD, PRM și PV)             | Suspendat[Notă 17] mai-iunie 2016 | România                                                     |            |
| 59       | István LudescherObs.)           | 1941 -            | Inginer                                 |             | 9 mai 2016        | 26 iunie 2016     | UDMR                                                           | Viceprimar cu atribuții de primar/ Primar interimar | România                                                     |            |
| 60       | Cătălin CherecheșObs.)          | 1978 -            | Economist                               |             | 2016              | 2020              | UNPR (susținut de Coaliția pentru Baia Mare)[Notă 18]          | Suspendat[Notă 19] iunie 2016-mai 2017 | România                                                     |            |
| 61       | Marinel RobObs.)                | 1967 -            | Inginer                                 |             | 26 iunie 2016     | 14 aprilie 2017   | PNL[Notă 20]                                                   | Viceprimar cu atribuții de primar/ Primar interimar | România                                                     |            |
| 62       | Cătălin Cherecheș               | 1978 -            | Economist                               |             | 2020              | 29 noiembrie 2023 | PNȚCD (susținut de Coaliția pentru Maramureș și UDMR)[Notă 21] | Mandat încheiat înainte de termen[Notă 23] | România                                                     |            |
| 63       | Ioan Doru DăncușObs.)           | 1973 -            |                                         |             | 29 noiembrie 2023 |                   | PNȚCD/Coaliția pentru Maramureș                                | Viceprimar cu atribuții de primar/ Primar interimar | România                                                     |            |